# Was He Justified? (film 1912)
Was He Justified? è un cortometraggio muto del 1912 diretto da Bert Haldane.
Si conoscono pochi dati del film che, prodotto dalla Hepworth, fu distrutto nel 1924 dallo stesso produttore, Cecil M. Hepworth. Fallito, in gravissime difficoltà finanziarie, il produttore pensò in questo modo di per poter almeno recuperare il nitrato d'argento della pellicola.

## Trama
Dopo che un inventore, sfrattato di casa, ha fatto esplodere il suo padrone di casa per vendicare la morte della moglie, un chierico nasconde il fuggitivo.

## Produzione
Il film fu prodotto dalla Hepworth.

## Distribuzione
Distribuito dalla Hepworth, il film - un cortometraggio in una bobina - uscì nelle sale cinematografiche britanniche nell'agosto 1912.